# 新紀元社
株式会社新紀元社（しんきげんしゃ、英: SHINKIGENSHA Co Ltd）は、東京都千代田区に本社を置く日本の出版社。出版社コードは7753。株式会社アークライトの完全子会社であり、株式会社KADOKAWAの孫会社。

## 概要
創立は1940（昭和15）年8月16日、設立は1982（昭和57）年3月4日。1946年に太宰治の『薄明』を刊行するなど歴史は古いが、株式会社生活構造研究所の出版編集業務を継承した新法人設立後は、パソコンの解説書を主に出版、テレビ番組『パソコンサンデー』のテキストなども手掛けた。
1980年代後半よりファンタジー関連書籍およびテーブルトークRPG関連書籍の発行を始める。『Truth In Fantasy』シリーズに代表される「ファンタジーゲームに出てくる用語やアイテムなどの元ネタを解説する」、いわゆる"ファンタジー関連書籍"のジャンルでは老舗である。日本のロールプレイングゲームの黎明期にはファンタジーゲームに出てくるモンスターや武器などのガジェットの背景がほとんどが知られていなかったため、同社のファンタジー関連書籍が全国のゲーマーのファンタジーへの理解を大いに助けることとなった。
ほぼ同時期から、ファンタジー関連書籍以外に、ミリタリー関連の解説書も多数出版している。これも軍事マニア向けではなくシミュレーションゲームなどの「ゲーマー」向けのライトな解説書であり、ゲーム世代へ向けた解説書籍の出版という基本コンセプトの範疇である。
1990年代後半よりコンピュータゲーム攻略本およびコンピュータゲームやアニメーションのファンブックなど扱うジャンルを広げる。1997年に『幻想動物事典』、2004年に『勇者シリーズメモリアルブック 超勇者伝承』、2005年に『図解 近代魔術』を発行。いずれも幻想事典シリーズ、メモリアルブックシリーズ、F-Filesシリーズとして、シリーズ化されている。2009年に発行した『幻想ネーミング辞典』は、多くの出版社から類似コンセプトの後追い書籍が多数発行された。
近年では上記のジャンルに加えて、ライトノベル、プラモデル製作技法書、テーブルトークRPGのルールブックおよび女性向け書籍の発行も多い。

## 出版物
- Role&Roll - テーブルトークRPGサポート誌、月刊、書籍扱い
- モーニングスターブックス - 小説レーベル

### 過去の出版物
- PCマガジン
- MICRO (雑誌)
- スケールモデル ファン - ミリタリー系プラモデル情報誌、書籍扱い